# Laughter in the Dark (film)
Laughter in the Dark is een Brits-Franse dramafilm uit 1969 onder regie van Tony Richardson. Het scenario is gebaseerd op de gelijknamige roman uit 1933 van de Russisch-Amerikaanse auteur Vladimir Nabokov.

## Verhaal
Een rijke kunsthandelaar wordt verliefd op een bioscoopbediende. Hij laat voor haar zijn vrouw en kinderen in de steek. Bij een auto-ongeluk wordt hij blind door de schuld van het meisje. Hij is nu geheel van haar afhankelijk. Ze bedriegt hem bovendien met een jonge oplichter, die zich aldoor in hun landhuis ophoudt.

## Rolverdeling
| Acteur             | Personage      |
| ------------------ | -------------- |
| Nicol Williamson   | Edward More    |
| Anna Karina        | Margot         |
| Jean-Claude Drouot | Herve Tourace  |
| Peter Bowles       | Paul           |
| Siân Phillips      | Elizabeth More |
| Sebastian Breaks   | Brian          |
| Kate O'Toole       | Amelia More    |
| Edward Gardner     | Chauffeur      |
| Sheila Burrell     | Juffrouw Porly |
| Willoughby Goddard | Kolonel        |
| Basil Dignam       | Handelaar      |
| Philippa Urquhart  | Philippa       |
| Helen Booth        | Meid           |